# Synne Garff
Synne Garff (født Synne Niemann 17. oktober 1967) er en dansk forfatter og kommunikationsrådgiver.
Synne Garff er cand. phil. i italiensk. Hun startede sin karriere på TV som sportsjournalist på DR. I 1998 blev hun vært på TV 2s Go' Morgen Danmark. I 2002 debuterede hun som forfatter med børnebogen Græskarbanden. Synne Garff har arbejdet som kommunikationsrådgiver hos Jøp, Ove & Myrthu A/S. I 2011 modtog hun Bibelselskabsprisen og blev ansat som projektchef hos Bibelselskabet. Synne Garff har fire drenge og er gift med forskningslektor og forfatter Joakim Garff.